# Rožňavské Bystré
Rožňavské Bystré est un village de Slovaquie situé dans la région de Košice.

## Histoire
Première mention écrite du village en 1318.

## Démographie

### Évolution de la population
| Année:               | 1994. | 2004.   | 2014.   | 2024.    |
| -------------------- | ----- | ------- | ------- | -------- |
| Nombre de personnes: | 568   | 582     | 632     | 551      |
| Différence:          |       | +2,46 % | +8,59 % | -12,81 % |

| Année:               | 2023. | 2024.   |
| -------------------- | ----- | ------- |
| Nombre de personnes: | 563   | 551     |
| Différence:          |       | -2,13 % |